# 郡上市和良町夫婦強盗殺人事件
郡上市和良町夫婦強盗殺人事件（ぐじょうしわらちょうふうふごうとうさつじんじけん）とは、2005年（平成17年）1月に岐阜県郡上市和良町で発生した強盗殺人事件。被疑者は検挙されておらず、現在も未解決事件となっている。

## 事件の概要
2005年1月31日午前8時55分ごろ、郡上市和良町の被害者夫婦が住む自宅前の空き地に、夫（元和良村議会議長、事件当時81歳）が倒れているのを付近の住人が発見、岐阜県警察に通報した。警察官が駆けつけると、夫は頭を鈍器で殴られた痕があり、横向きに倒れて毛布を掛けられていた。さらに、被害者の自宅車庫の裏で、妻（事件当時78歳）がうつぶせで倒れているのを警察官が発見した。死因は夫婦ともに首を刃物で切られたことによる失血死であった。
室内、特に仏間が激しく荒らされており、遺影の額縁が外され小物入れの引き出しがそのまま持ち去られていた。被害者宅にあったセカンドバッグも奪われていた。
事件発覚の前日の30日昼に夫が地元の老人会の総会に支部長として出席しており、事件はその日の深夜に発生した。

## 謝礼金
遺族らでつくる団体「郡上市和良町地内における夫婦強盗殺人事件の捜査に協力する会」は、2010年11月1日から3年間、犯人逮捕につながる有力情報の提供者に最大500万円の謝礼金を支払うことを決めると共に、また「あなたの情報を求めています!」というポスターを1万4200部製作し、新聞の折り込み広告や県内の交番、隣接する県警に配布し、事件解決を目指して情報を求める。
「2人も殺害し罪に問われず、憤りを感じる。時効撤廃で逮捕の機会は増えている。逃げ延びることができるとは思えない。捜査に何か協力できないかと考えて作りました。どんなささいな情報でもいいので、犯人逮捕に協力してください」と話している。